# Korrekturbewegung
Die Syrische Korrekturbewegung 1970 (arabisch الحركة التصحيحية, DMG al-ḥaraka at-taṣḥīḥīya), auch als Korrektive Revolution bezeichnet, war der Staatsstreich der militärisch-pragmatischen Faktion innerhalb der Baath-Regierung Syriens am 13. November 1970, der Hafiz al-Assad an die Macht brachte.

## Hintergrund

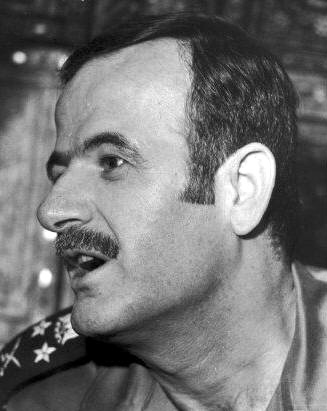
Hafiz al-Assad bei der Korrekturrevolution 1970

Als Mitglied der Luftstreitkräfte war Hafiz al-Assad ein Mitstreiter bei der Revolution des 8. März, als eine Gruppe von Offizieren 1963 die Regierung der Syrischen Republik stürzte.
1966 fand ein weiterer Staatsstreich statt, ein innerparteilicher Konflikt, in dem die „alte Garde“ der arabisch-sozialistischen Baath-Partei gestürzt wurde. Persönliche Ambitionen Assads, konfessioneller Faktionalismus sowie ideologische Differenzen führten zu einem kontinuierlichen Kampf in der Partei. Viele Mitglieder des Baath-Militärkomitees flohen oder wurden aus ihren Ämtern entfernt, sodass am Ende nur zwei Hauptfaktionen blieben, eine „linke“ um Salah Dschadid und eine „pragmatische“ um Hafiz al-Assad.
Als Verteidigungsminister im Sechstagekrieg 1967 verantworteten Hafiz al-Assad und Generalstabschef Dschadid die Niederlage.
Als Dschadid 1970 die 5. Infanteriedivision, zusammengesetzt mit der Palästinensischen Befreiungsarmee und anderen Einheiten, nach Jordanien entsandte, um den Palästinensern gegen König Hussein zu helfen, verweigerte al-Assad den syrischen Bodentruppen die Luftunterstützung, woraufhin die syrischen Truppen den Rückzug antreten mussten.

## Revolution 1970
Die anschließende Korrekturbewegung 1970 war gegen die dominante linke Faktion der Baath-Partei gerichtet und durch die – von Assad und seinen Unterstützern so bezeichnete – „abenteuerliche und verantwortungslose Außenpolitik“ provoziert, darunter die syrische Intervention im Schwarzer-September-Konflikt in Jordanien. Als Ergebnis dieses Staatsstreiches wurde der De-facto-Machthaber Salah Dschadid und sein Präsident Nureddin al-Atassi gestürzt und die Partei „gesäubert“. Diese Revolution änderte Syriens soziale und politische Strukturen. Auch wenn sich Assad später viel Mühe gab, den Eindruck zu vermeiden, es herrsche nun eine Minderheitenherrschaft der Alawiten vor, der Religionsgemeinschaft, der sowohl Dschadid als auch er selbst angehörten, besetzten Alawiten in den folgenden Jahren in vielen Bereichen des öffentlichen Lebens wichtige Positionen. Die Staatsführung wurde von christlichen, drusischen und ismailitischen Konkurrenten „befreit“. Auch Assad-loyale Sunniten, unter anderem Ahmed al-Chatib und Mustafa Tlass, rückten auf.
Der in der Öffentlichkeit als De-facto-Machtübernahme Assads wahrgenommene Putsch traf nur auf wenig Widerstand. Das frühere Regime hatte nur eine geringe Anzahl organisierter Befürworter hinter sich. Wo diese öffentlichen Protest üben wollten, wurden gezielt polizeistaatliche Repressionen angewandt. Die Baathführung brachte die Gewerkschaftsführung durch Verhaftung eines missliebigen Mitglieds auf ihre Linie. In den Gewerkschaften folgte eine Säuberung gegen die Gegner Assads. Wenn Assad rhetorisch auch den Umbau der Gesellschaft in Richtung Sozialismus propagierte, wurde er von der Bevölkerung als ein innen- und wirtschaftspolitisch gemäßigtes Element des Baathregimes gesehen. Händler, Industrieunternehmer und der Mittelstand erhofften sich von Assads Machtübernahme größere wirtschaftliche Freiheiten. In den Monaten nach seiner Machtübernahme erhöhte Assad die Gehälter der Staatsbediensteten, hob Importschranken auf und senkte die Preise staatlich subventionierter Nahrungsmittel. Im Februar 1971 ließ er ein Parlament wählen, in dem auch nasseristische Parteien und die Syrische Kommunistische Partei vertreten waren. Im März 1971 formalisierte Assad seinen Führungsanspruch und wurde syrischen Angaben nach durch ein Plebiszit mit 99,5 % Zustimmung Staatspräsident Syriens.